# 알렉 엇고프
알렉 엇고프(영어: Alec Utgoff, 1986년 3월 1일 ~ )는 영국의 배우이다.
키예프에서 태어났다.

## 출연 작품

### 텔레비전 프로그램
- 더 롱 맨즈 시즌2
- 기묘한 이야기 시즌3 - 호킨스 내 러시아비밀기지의 박사 역

### 영화
- 트레이터 (2016년) - 니키 역
- 미션 임파서블: 로그네이션 (2015년) - A400 승무원 역
- 샌 안드레아스 (2015년) - 알렉시 역
- 모데카이 (2015년) - 드미트리 역
- 잭 라이언 : 코드네임 쉐도우 (2014년) - 알렉산더 보로브스키 역
- 레거시 (2013년)